# Роз Лоранс
Роз Подвојни (фр. Rose Podwojny; Париз, 4. март 1953  — 30. април 2018) позната под псеудонимом Роз Лоранс (фр. Rose Laurens) била је француска кантауторка пољског порекла. Најпознатија јој је песма Africa из 1982. године.

## Дискографија
- 1980 : Les Misérables
- 1982 : Déraisonnable
- 1983 : Vivre
- 1984 : Africa - Voodoo Master'
- 1986 : Écris ta vie sur moi
- 1990 : J'te prêterai jamais
- 1995 : Envie
- 2001 : L'ombre d'un géant
- 2015: A.D.N